# Franz König
Pour les articles homonymes, voir Franz König (homonymie).
Franz König, né le 3 août 1905 à Rabenstein an der Pielach en Basse-Autriche et mort le 13 mars 2004 à Vienne, est un prélat autrichien, cardinal de l'Église catholique. Il est présenté comme le « chef de file » des évêques pour le deuxième concile œcuménique du Vatican.

## Biographie

### Enfance et prêtrise
Franz König est né le 3 août 1905 à Rabenstein an der Pielach dans une famille d'agriculteurs. Son père est Johann et sa mère Maria (née Fink), il est le cadet d'une famille nombreuse,,. Le 5 août 1905, il est baptisé dans l'église paroissiale de Rabenstein an der Pielach.
Il fréquente pendant six ans jusqu'en 1919 l'école primaire à Kirchberg an der Pielach, puis l'École de l'abbaye de Melk jusqu'en 1927 où il montre un grand intérêt à l’antiquité, la mythologie grecque et les sciences. Il y réalise avec succès sa thèse de maturité (de) en latin. Il est pendant ses études confronté « entre le choix de croire et de ne pas croire », sa vocation comme prêtre n'étant pas fixée.
C'est en 1927 qu'il arrive à Rome pour étudier à l'université pontificale grégorienne où il étudie en premier lieu la philosophie (il obtiendra un doctorat) et les langues puis enfin la théologie. Son séjour à Rome lui permet de découvrir la diversité universelle du monde. Il se rapproche aussi du Vatican en assistant aux messes du cardinal secrétaire d'État Eugenio Pacelli (futur pape Pie XII).
Il est ordonné prêtre le 29 octobre 1933 par Francesco Marchetti-Selvaggiani au Collège pontifical Pio latino-américain (en). Il rentre alors en Autriche et est incardiné dans le diocèse de Sankt Pölten comme vicaire dans les paroisses de Altpölla, Neuhofen an der Ybbs, St. Valentin et de Scheibbs. Son presbytérat est marqué par son côté partisan du dialogue au sein de l’Église. Il continue aussi ses études en obtenant en 1936 un doctorat de théologie. Son évêque Michael Memelauer (de) le nomme alors chanoine de la cathédrale de Sankt Pölten en 1937 et responsable de la pastorale des jeunes. Il se rend en France et en Angleterre pour réaliser des études de droit et de journalisme et y réalise aussi des camps de vacances comme aumônier. Il participe notamment aux semaines universitaires de Salzbourg (de) qui renforcent ses liens avec cette ville. Avec l'Anschluss (annexion de l'Autriche par Hitler en 1938), il rentre en Autriche et devient vicaire de la cathédrale de son diocèse. Il est principalement chargé de la pastorale pour les jeunes et des cours de catéchisme après leur interdiction par le régime. Il poursuit alors ses études scientifique à l'institut oriental.

### Épiscopat
Il est nommé évêque coadjuteur de Sankt Pölten (et évêque titulaire de Livias (de)) le 3 juillet 1952, mais ne succède pas sur ce siège épiscopal : il devient archevêque de Vienne le 10 mai 1956, à la place de Franz Jachym (de), coadjuteur sedi datus de l'archidiocèse de Vienne depuis 1950.
Franz König est créé cardinal par le pape Jean XXIII lors du consistoire du 15 décembre 1958. 
Surnommé « la conscience de l'Autriche »[Par qui ?], il est considéré comme appartenant à l'aile libérale de l'Église. Il abandonne la tradition d'alliance avec le parti conservateur autrichien (ÖVP), il se rapproche des Églises protestantes et des communautés juives ainsi que des partis de gauche et des milieux intellectuels. 
Il joue un rôle central lors du concile Vatican II. 
En 1970, il nomme Walter Kirchschläger, un laïc, comme son secrétaire personnel. Cela lui est reproché par le nonce qui l'avertit qu'en cas de conclave il ne pourra pas l'emmener avec lui. Le cardinal répond que cela ne fait rien car « le Saint-Père est en bonne santé ». Dès les années 70, il autorise l'église de Machstrasse (de) à donner la communion sous les deux espèces dans son diocèse. C'est aussi à cette époque qu'il rentre en contact avec l'Opus Dei qui souhaite alors s'implanter en Autriche. À l'invitation de l'Opus, il ordonne une centaine de prêtres en Espagne dont les futurs évêques Joseph Bonnemain et José Horacio Gómez. C'est lui qui leur confie l'église Saint-Pierre de Vienne en 1970. Depuis les années 1970, malgré les préventions d'une partie de l’Église contre ce mouvement, il fréquente assidument les conférences organisées à Caux en Suisse par le Réarmement moral.
Sous le pontificat de Paul VI, il est chargé du dialogue œcuménique, en particulier avec les Églises orthodoxes, ainsi que des relations officielles et surtout officieuses avec les régimes communistes d'Europe de l'Est (Ostpolitik). C'est ainsi qu'il devient président du Secrétariat pour les non-croyants nouvellement créé en 1965. 
Il joue un rôle clé dans le conclave d'octobre 1978 qui a mené à l'élection de Jean-Paul II.
Son cardinalat est un des plus longs de l'histoire avec une durée de 45 ans et 89 jours, de décembre 1958 à mars 2004.
Il meurt le 13 mars 2004 à Vienne, âgé de 98 ans, et est enterré dans la cathédrale Saint-Étienne.

## Honneurs
Il a reçu le titre de docteur honoris causa de l'Université Jagellonne en 2003.

### Ouvrage de référence
- Olivier Thomas, « L'Église catholique en Autriche : Monseigneur Franz König (1905-2004), Vatican II et l’Europe », Austriaca, no 58 « L'Église catholique en Autriche »,‎ juin 2004, p. 83-86 (ISSN 2729-0603, DOI 10.3406/austr.2004.4436, lire en ligne, consulté le 15 janvier 2025)
- (de) David Neuhold, Franz Kardinal König - Religion und Freiheit Versuch eines theologischen und politischen Profils, Suisse, Academic Press Fribourg, 2008, 376 p. (ISBN 9783727816079, lire en ligne)